# Maria Zankovetska

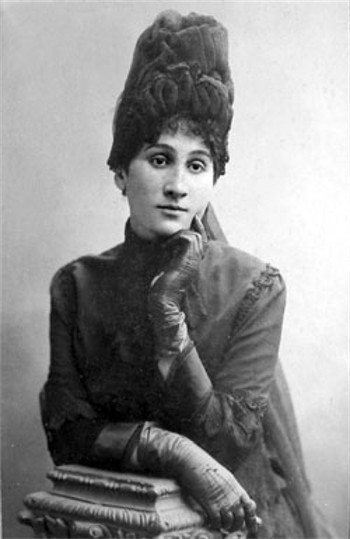
Maria Zankovetska (avant 1917).

Maria Kostiantynivna Zankovetska (en ukrainien : Марія Костянтинівна Заньковецька ; en russe : Мария Константиновна Заньковецкая, Maria Konstantinovna Zankovetskaïa), née Adassovska (en ukrainien : Адасовська) le 23 juillet 1854 (4 août dans le calendrier grégorien) et morte le 4 octobre 1934, est une actrice de théâtre ukrainienne, nommée artiste du Peuple de la RSS d'Ukraine en 1923.

## Biographie
Issue d'une famille de petite noblesse, Maria Zankovetska étudie l'art dramatique au conservatoire de Helsinki.
Épouse d'un capitaine, elle débute sur les planches dans des troupes de théâtre amateur, puis débute en 1882, sous un pseudonyme, dans une troupe professionnelle qui se produit dans les théâtres ukrainiens et russes. Sa notoriété grandit. En 1887, le succès d'une tournée de cette troupe provinciale est tel qu'elle est invitée à jouer à Saint-Pétersbourg, devant le tsar Alexandre III et la famille impériale. Un critique réputé la compare à Sarah Bernhardt, mais son jeu, d'une extrême féminité, est simple et naturel,.
En 1908, elle rejoint le Club ukrainien, qui regroupe des personnalités de la culture ukrainienne. 
En 1922, la RSS d'Ukraine célèbre triomphalement le 40e anniversaire de sa carrière. Elle reçoit le titre d'artiste du peuple de la RSS d'Ukraine, qui lui est officiellement remis le 12 janvier 1923.
Zankovetska meurt le 4 octobre 1934 à Kiev. Elle y est enterrée au cimetière Baïkov.

## Sélection de rôles au théâtre
- 1882 - Natalka dans Natalka Poltavka (Наталка Полтавка) d'Ivan Kotliarevsky
- 1882 - Galia dans Nazar Stodolia (ru) (Назар Стодоля) de Taras Chevtchenko
- 1882 - Tsvirkounka dans Les Cosaques de la mer Noire (Чорноморці) de Mykhaïlo Starytsky
- 1883 - Olena dans Le Profiteur, ou l'Araignée (Глитай, або ж Павук) de Marko Kropyvnytsky
- 1887 - Kharytyna dans La Servante (uk) (Наймичка) d'Ivan Karpenko-Kary
- 1889 - Katria dans Ce n'était pas prédestiné (Не судилось) de Mykhaïlo Starytsky
- 1891 - Axioucha dans La Forêt (Лес) d'Alexandre Ostrovski
- 1892 - Aza dans Aza la Gitane (Циганка Аза) de Mykhailo Starytsky
- Ouliana Kvitchyna dans Les Fiançailles à Hontcharivka (uk) (Сватання на Гончарівці) de Grigori Kvitka-Osnovianenko
- Jo (Jeanne) dans La Bonne Espérance (en) (Загибель “Надії” ; titre original : Op hoop van zegen) de Herman Heijermans

## Filmographie
- 1909 - Natalka dans Natalka Poltavka de Mykola Sadovsky (de)
- 1923 - La mère d'Ostap dans Ostap Bandoura (ru) de Vladimir Gardine

## Postérité
En 2004, à l'occasion du 150e anniversaire de la naissance de Maria Zankovetska, la Banque nationale d'Ukraine met en circulation une pièce en argent de 2 hryvnias à l'occasion du 150e anniversaire de la naissance de Maria . Par ailleurs, son nom a été donné au théâtre d'art dramatique Maria-Zankovetska de Lviv, ancien théâtre du comte Skarbek qui fut à sa construction (de 1836 à 1843) l'un des plus grands d'Europe. Un musée de Kiev est également dédié à Zankovetska.